# Tilia miqueliana
Tilia miqueliana Maxim. – gatunek drzewa z rodziny ślazowatych. Występuje naturalnie w Japonii i Chinach (w prowincjach Anhui, Guangdong, Jiangsu, Jiangxi oraz Zhejiang). 

## Morfologia
PokrójZrzucające liście drzewo dorastające do 20 m wysokości.
LiścieBlaszka liściowa ma owalnie okrągłe kształt. Mierzy 9–12 cm długości oraz 7–9,5 cm szerokości, jest piłkowana na brzegu, ma sercowatą nasadę i ostry wierzchołek. Ogonek liściowy jest owłosiony i ma 30–40 mm długości.
KwiatyZebrane po 3–20 w wierzchotkach wyrastających z kątów lancetowatych podsadek o długości 8–12 cm. Mają 5 działki kielicha o lancetowatym kształcie i dorastające do 5–6 mm długości. Płatków jest 5, mają odwrotnie jajowaty kształt i osiągają do 6–8 mm długości.
OwocOrzeszki o niemal kulistym kształcie.